# Klinischer Monitor
Der Klinische Monitor, auch Clinical Research Associate (CRA) oder Site Manager genannt, überwacht Klinische Prüfungen (KP, definiert nach Arzneimittelgesetz § 4, Absatz 23). Dies umfasst die Kontrolle der Durchführung nach den Vorgaben der „Guten Klinischen Praxis“ (Good Clinical Practice, kurz GCP), der Deklaration von Helsinki und der entsprechenden Gesetze und Bestimmungen (u. a. Arzneimittelgesetz, Medizinproduktegesetz) der einzelnen Länder, in denen die KP durchgeführt werden. Des Weiteren kontrolliert er die Durchführung entsprechend den Vorgaben des Prüfplans, die Dokumentation der entsprechenden Dokumentationsbögen (Case Report Form, CRF) und den Gebrauch der Studienmedikation. Er ist damit und auch durch seine Kontrolle von SOPs (Standard Operating Procedures) ein zentrales Organ der Qualitätssicherung innerhalb von KPs.
Da der Klinische Monitor keine gesetzlich geschützte Berufsform ist und dementsprechend in Deutschland keine gesetzliche Berufsausbildung existiert, muss sich der Klinische Monitor wissenschaftliches und medizinisches Wissen selbst aneignen.
Der Klinische Monitor arbeitet in der Regel in einem pharmazeutischen Unternehmen, innerhalb eines Auftragsforschungsinstituts (CRO), eines Koordinierungszentrums für Klinische Studien (KKS) oder selbständig, als freier Mitarbeiter. Es gibt mittlerweile in Deutschland auch die Möglichkeit, sich bei Ausbildungsinstituten beruflich als CRA qualifizieren zu lassen.
Ebenfalls besteht in Deutschland mittlerweile die Möglichkeit, ein Direktstudium zu absolvieren.